# Heinrich Urban

Heinrich Urban

Heinrich Urban (* 27. August 1837 in Berlin; † 24. November 1901 ebenda) war ein deutscher Komponist, Geiger und Musikpädagoge.

## Leben
Urban war als Kind Altist im Königlichen Domchor, später Mitglied der Königlichen Kapelle. Er studierte in Berlin bei Hubert Ries, Ferdinand Laub, Friedrich Kiel und auch bei Halberstadter Dommusikdirektor Richard Hellmann und vervollkommnete seine Ausbildung in Paris. Seine prominenteste Komposition war die sinfonische Dichtung Der Rattenfänger von Hameln. Außerdem komponierte er mehrere Ouvertüren (Fiesco, Sheherezade, Zu einem Fastnachtsspiel), eine Oper (Konradin), eine Sinfonie (Frühling), ein Violinkonzert, kammermusikalische Werke und Lieder. Ab 1881 unterrichtete er an der Kullakschen Akademie. Zu seinen Schülern zählten u. a. die Cembalistin Wanda Landowska, die Pianisten Ignacy Jan Paderewski und Józef Hofmann sowie die Komponisten Mieczysław Karłowicz, Maurice Arnold Strothotte, Felicjan Szopski, Friedrich Niggli, Max Marschalk, Ernst Baeker sowie Cornélie van Oosterzee. Sein Bruder Friedrich Julius Urban wurde ebenfalls als Komponist und als Gesangslehrer bekannt.